# Via il gatto, Topolino balla
Via il gatto, Topolino balla (When the Cat's Away) è il titolo del sesto cortometraggio di Topolino del 1929. È uscito l'11 aprile 1929.

## Trama
Un gatto esce di casa per andare a caccia, così Topolino insieme agli amici entra in casa sua.
L'abitazione è enorme in confronto a loro che si mettono a suonare, cantare e ballare: Minnie e Topolino dirigono la banda suonando il pianoforte. Il corto si conclude con i due innamorati che ballano nel centro della sala e si baciano.

## Produzione
Il corto è un remake liberamente ispirato a un altro corto Disney, Alice Rattled by Rats, del 1925, della serie Alice Comedies. Questa è l'ultima volta che Topolino viene raffigurato con le dimensioni effettive di un topo, sebbene sia ancora di bassa statura nel suo prossimo corto animato, Topolino contro i gatti.
Il gatto si firma come "Tom Cat", nome provvisorio per il personaggio che successivamente sarà riconosciuto come Pietro Gambadilegno.
In una delle prime sceneggiature, il corto terminava con il pappagallo domestico che chiamava la polizia, facendo scappare i topi.